# 가토 유키
가토 유키(일본어: 加藤 有輝, 1997년 9월 20일~)는 일본의 축구 선수이다.

## 구단 경력
그는 2016년 J1리그의 오미야 아르디자에 입단했다. 2017년후 J2리그에 강등했다. 2019년 리그 데뷔했다. 2021년 J2리그의 기라반츠 기타큐슈로 임대 이적했다. 2021년후 J3리그에 강등했다. 2023년까지 30경기에 출전. 2024년 J3리그의 오미야 아르디자로 복귀했다. 2025년부터 J2리그로 승격했다.